# 淺沼組
株式会社淺沼組（あさぬまぐみ、英: ASANUMA CORPORATION）は、大阪市浪速区にあるゼネコン（総合建設業）である。官公庁建設に実績を持っている。関西を地盤に全国展開している。同じ大阪に本社を置く竹中工務店・錢高組・鴻池組・奥村組と並ぶ在阪ゼネコンの一つ。
JPX日経中小型株指数の構成銘柄の一つ。

## 沿革
- 1692年（元禄5年）- 柳澤吉保が武蔵野国川越城を賜り城持ち大名となった際、普請方の一人として淺沼仁左衛門が仕える。
- 1724年（享保9年）- 柳澤吉里の大和国郡山藩への転封に淺沼仁左衛門も同藩の普請方として随伴以降、仁左衛門から8代目淺沼幸吉まで、同藩の普請方を務める。
- 1892年（明治25年）1月 - 淺沼幸吉　奈良県大和郡山市に淺沼組創業。
- 1926年（大正15年） - 大阪に進出。
- 1937年（昭和12年）6月 - 株式会社淺沼組を大阪市に設立。
- 1963年（昭和38年）7月 - 大阪証券取引所第二部に上場。
- 1968年（昭和43年）4月 - 大阪証券取引所第一部に指定替え。
- 1969年（昭和44年）5月 - 東京証券取引所第一部に上場。
- 1992年（平成4年） - 創業100周年。CI導入。
- 2015年（平成27年） - 本社・大阪本店を大阪市浪速区（マルイト難波ビル）へ、東京本店を東京都港区へそれぞれ移転。

## 歴代社長
- 淺沼猪之吉：1937年 - 1975年
- 淺沼茂夫：1975年 - 1989年
- 淺沼禎夫：1989年 - 1995年
- 淺沼健一：1995年 - 2018年
- 浅沼誠：2018年 -

## 事業所
- 本社及び大阪本店 - 大阪府大阪市浪速区湊町一丁目2番3号 マルイト難波ビル
- 東京本店 - 東京都港区芝浦二丁目15番6号
  - 支店 8ヵ所（名古屋・北海道・東北・さいたま・横浜・神戸・広島・九州）
  - 営業所 13ヵ所（うち海外2ヵ所）
  - 技術研究所 大阪府高槻市大塚町3丁目24番1号

## 基本理念
創業理念である「和の精神」「誠意・熱意・創意」のもと､「仕事が仕事を生む」の精神に則り、誠実なモノづくりに専心し、社会の安全･安心・快適の増進に寄与します。
淺沼組の歴史は明治25年（1892年）、悠久の都「奈良」からはじまる。
以来、互いを尊重し、理解しあう「和の精神」、何事に対しても正直に、熱心に、独創的な考えを以て挑戦する「誠意・熱意・創意」の創業理念のもと、誠実な仕事が信用を生み、次の仕事に繋がる「仕事が仕事を生む」の精神に則り、神社仏閣や学校建築を通じ、培い、磨いてきた“技術”を礎に、人々の建物に対する想いに真摯に向き合う誠実なモノづくりの精神は、決して色褪せることなく、今もなお脈々と受け継がれています。
これからも、決して変わることない創業理念を胸に刻み、時代とともに変化する社会的要請を的確に捉え、技術の研鑽を積み重ね、社業の発展を通じて建設業の使命と役割（社会の安全・安心・快適の増進）を果たしていくことを基本理念といたします。

## 主な施工実績
- 京都大学医学部 山内記念館
- 久留米市新庁舎
- 京都府警察本部110番指令センター
- 千歳郵便局
- 関西国際空港連絡橋
- 東京湾アクアライン
- 大阪市中央体育館
- 空庭温泉 OSAKA BAY TOWER
- 関西電力舞鶴発電所
- 江戸堀センタービル
- イオンモール佐賀大和
- イオンモール福岡伊都
- イオンモール筑紫野
- イオン小郡ショッピングセンター[2]
- パークプレイス大分
- NTTドコモ代々木ビル（鹿島・大林・フジタ・共立・東急・浅沼・鉄建JVの一員として）
- 芦屋中央病院
- 宮内庁正倉院事務所
- 京都大学稲盛財団記念館
- 城東区複合施設
- 世田谷区合同庁舎
- 関空アイスアリーナ
- 星野リゾート 界 アンジン
- 理化学研究所発生・再生科学総合研究センター
- 学校法人龍谷大学 龍谷ミュージアム
- グアム短大学習資料センター
- 阪和自動車道 和歌山南スマートインターチェンジ
- 東九州自動車道 上毛東
- 北陸新幹線（西金沢高架橋）
- ザ・ロイヤルゴルフクラブ
- はつが野宅地造成

## 分譲マンションシリーズ・ハイマート
淺沼組は、公共施設のほかに、かつて淺沼興産が開発・設計している分譲マンションシリーズ、ハイマートシリーズを建築していた。1980年代から、日本全国の主要都市に建築していた。現在、このハイマートマンションは新築建築しておらず、1980年を最後に、20年以上前に終了している。北は札幌から幅広く建築していたマンションシリーズである。

## 主な出来事
- 2020年に受注した千葉県市川市立塩浜学園旧校舎解体工事をめぐり公契約関係競売入札妨害が発生。2022年に千葉営業所長が逮捕されたことから、公共事業発注者から2ヶ月間の指名停止処分を受けた[3][4]。